# Laurence J. Peter
Laurence Johnston Peter (Vancouver, Columbia Británica, 16 de septiembre de 1919-Palos Verdes Estates, California, 12 de enero de 1990) fue un pedagogo y escritor canadiense, conocido sobre todo por haber formulado el Principio de Peter.

## Biografía
Empezó a trabajar en 1941 como maestro, alcanzando en 1963 el grado de doctor en la Universidad Estatal de Washington.
En 1964, Peter se mudó a California, donde llegó a ser profesor titular del departamento de pedagogía, director del Centro Evelyn Frieden para la enseñanza regulada y coordinador de programas para niños con trastornos emocionales en la Universidad del Sur de California.
Se hizo famoso en 1969 con la publicación del libro El Principio de Peter, en el que trata el principio homónimo: las personas que realizan bien su trabajo son promovidas a puestos de mayor responsabilidad, hasta que alcanzan su nivel de incompetencia.
En 1982, junto con el autor Bill Dana y la ilustración de Norman Klein, publicó el libro The Laughter Prescription, que trata sobre lo imprescindible que resulta el humor sano como "remedio", que genera un estilo de vida positivo. 

## Publicaciones
- The Peter Principle. Laurence J. Peter y Raymond Hull. Morrow, NY, 1969
- Peter's Quotations. Laurence J. Peter. Morrow, NY, 1977
- The laughter prescription. Laurence J. Peter y Bill Dana, 1982

### En español
- El principio de Peter. Plaza & Janés. 1972. ISBN 84-01-45124-8.
- La mejor receta La Risa. Atlántida. 1990. ISBN 950-08-09-06-0
- El plan de Peter. Plaza & Janés. 1975. ISBN 84-01-45108-6